# Hans Joachim von Zieten
Hans Joachim von Ziethen, anomenat Zieten aus dem Busch, (Fehrbellinnascut (Brandenburg), 14 de maig de 1699 − Berlín, 27 de gener de 1786) va ser un general de cavalleria prussiana al comandament de Frederic el Gran. Va lluitar a les guerres de Silèsia i va guanyar la batalla de Hohenfriedberg. Zieten és un dels generals més importants del seu temps.
Va ingressar a l'exèrcit prussià; en 1724 es va llicenciar i retirar-se a la seva finca paterna. El 1726 va ingressar de nou i amb grau de primer tinent en un regiment de dragons, però va tenir un aldarull amb el capità del mateix i va ser castigat amb un any d'arrest i expulsió del cos; no obstant això, per influències d'alguns generals, el 1730 fou rehabilitat i el 1731 promogut a capità. El 1736 va lluitar amb gran valentia al Rin contra França; el 1736 va ser ascendit a major, el 1741 a tinent coronel en el regiment d'hússars de la guàrdia i va treballar amb gran activitat i èxit en la reorganització de la cavalleria prussiana.
El 1742 va recórrer el país fins a Stockerau; el 1744 va avançar amb l'avantguarda a Bohèmia fins més enllà de Budweis; va ser promogut a major general i després va cobrir la retirada darrere de l'Elba (el 12 d'octubre va lliurar la violenta batalla de Moldau-Tein). El 1745 va penetrar a Zagerndorf amb el seu regiment d'hússars (que portava un uniforme semblant al dels austríacs) en un cos d'exèrcit austríac de 20.000 homes i va lluitar a Hohenfriedberg i a Katholisch-Hennersdorf, on va resultar ferit.
Feta la pau, va ser víctima d'una calúmnia davant el sobirà i va perdre la seva gracia, però no va obtenir la retirada que sol·licitava. En esclatar la Guerra dels Set Anys va ser nomenat tinent general i va prendre part activa en els combats de Reichenberg (abril de 1757) i de Praga. A Kolin Zieten va manar l'ala esquerra i després va servir a les ordres del príncep de Bevern, que estava encarregat de la defensa de Lusàcia i Silèsia, i en caure presoner el príncep, va portar la resta de l'exèrcit per Glogów á Legnica á presència del rei, i es va distingir per la seva gosadia a la Leuthen (5 de desembre).
A Legnica (15 d'agost de 1760) va tenir en perill l'exèrcit austríac durant el combat, per la qual cosa va ser ascendit a general de cavalleria, i a la batalla de Torgau (3 de novembre de 1760) Zieten va ser el que va decidir la victòria amb l'assalt de Septitzer-Höhen. Fins al final de la campanya va estar sempre a prop del rei, i quan es va absentar, va ser per encarregar-se de l'alt comandament. Acabada la guerra, va residir alternativament a Berlín i a Wustrau i va gaudir especialment del favor de Frederic II, que visitava sovint al seu ancià pare Zieten. El 1790 el príncep Enric li va erigir un monument a la Wilhelmsplatz de Rheinsberg, i el 1794 Frederic Guillem II li va fer erigir un altre a Berlín. La seva família n'hi va erigir un a Wustrau.